# 贝图尔-巴扎尔
贝图尔-巴扎尔（Betul-Bazar），是印度中央邦Betul县的一个城镇。总人口9645（2001年）。

## 人口
该地2001年总人口9645人，其中男性4964人，女性4681人；0—6岁人口1143人，其中男597人，女546人；识字率73.27%，其中男性为79.49%，女性为66.67%。